# Ledce (kraj hradecki)
Ledce – wieś i gmina w Czechach, w powiecie Hradec Králové, w kraju hradeckim. Według danych z dnia 1 stycznia 2013 liczyła 407 mieszkańców.
Miejscowości gminy: Klášter nad Dědinou, Ledce, Újezdec.